# Lightning (雑誌)
『Lightning』（ライトニング）は株式会社ヘリテージ発行の男性向け総合月刊誌。毎月30日発売。

## 概要
1994年3月30日（5月号）に、タレントの所ジョージの個人事務所であるティヴィクラブから創刊。なお、創刊号以前に「創刊準備号」として発行された号が存在する。アメリカン・モーターカルチャーなど所の趣味の世界を紙媒体で表現したコンセプトの雑誌としての創刊だった。
1997年5月にはLightning増刊として月刊カーマガジン『Daa（ダアー）』を創刊。
1999年12月号から、出版元を枻出版社に移籍。その後、創刊以来トータルコンセプターを務めていた所が離れ、アメリカンカルチャーを中心に紹介する男性総合誌となる。アメリカンカルチャーのなかでも旧きよきスタイルを主軸にし、ファッション、クルマ、モーターサイクル、ファニチャー、フードなど、ライフスタイルをメインにコアなファン層に支えられている。
2002年12月から別冊Lightningシリーズがスタート。Vol.1は『コカ・コーラ ファンブック』だった。中でも2009年6月発行のVol.67『男の手仕事 メンテナンス・マニュアル』はLightning本誌以上の売れ行きを記録した。
2007年2月15日にはLightning増刊として月刊男性ファッション誌『2nd（セカンド）』を創刊。
2011年5月には別冊Lightningシリーズで「ナイキクロニクル」を発売。ヴィンテージ・ナイキのランニングシューズだけに特化した内容で、ナイキコレクターたちのバイブルになっている。
2012年2月にはLightning増刊として男性誌『CLUTCH Magazine（クラッチマガジン）』を創刊。
2016年2月には別冊Lightningシリーズからヴィンテージアイテムに特化した「Lightning Archives」が登場。第一弾はTシャツ、その後、デニムやワークウエア、ミリタリージャケット、スウェットなどを発売し、古着愛好家だけでなく、ファッションデザイナーの資料本としても保存性の高さが評判となっている。
2019年にはYouTubeにてClutchmanTVがスタート。革ジャンTVや、Lightning編集部の生配信など、雑誌と動画によるクロスメディアとしてのアプローチをしている。
2021年2月9日に株式会社ヘリテージへ各権利（雑誌Lightning、2nd、CLUTCH Magazine、PREPPY、MENS PREPPY、趣味の文具箱、カリフォルニアスタイル、飲食店「用賀倶楽部」）を譲渡する契約を締結。枻出版社の民事再生申し立て（2021年2月９日）により、裁判所の許可を得てヘリテージ社へ各権利が譲渡された。

## 編集人
- 初代編集人 山﨑和彦（Lightning創刊以前はネコパブリッシング社で『デイトナ』の編集人）
- 2代目編集人 後藤健夫
- 3代目編集人 山﨑和彦
- 4代目編集人 角謙二（枻出版社代表取締役）
- 5代目編集人 松島睦
- 6代目編集人 小池彰吾
- 7代目編集人 小川高寛
- 8代目編集人 杉村貴行
- 9代目編集人 小池彰吾
- 10代目編集人 高橋大一
- 11代目編集人 松島睦（現在は編集部統括、2nd編集人、CLUTCH Magazine編集人）
- 12代目編集人 小池彰吾

## イベント
読者向けのイベントとして、2005年より「稲妻フェスティバル」を開催。誌面に登場するアパレルブランドなどが出店する巨大なフリーマーケットやアーティストのライブなどを行っている。ゲストは2005年がクレイジーケンバンド、2006年がブライアン・セッツァー、2007年がケイソン。司会には誌面で連載を持つダチョウ倶楽部の寺門ジモンやスマイリーキクチらが登場。同じ枻出版社が発行するハーレー専門誌「クラブ・ハーレー」との共同開催のため、ハーレー乗りのためのイベントという側面も持つ。

## 特大号
毎年3月末発売の5月号が周年特大号となっている。
当初は通常号に比べややページ数が増加する程度であったが、2006年5月号の「創刊12周年特大号」では、総ページ数は880ページ、重量は2kgという極厚極重の号となった。この号の印刷部数は15万部を超え、広告売上は1億円を優に超えた。
2007年5月号の「創刊13周年特大号」では本誌初の2冊合本スタイルとなった。これは本誌と同じ枻出版社発行の『BiCYCLE CLUB』で付録が付く号が合本スタイルをとっていることから考えだされた。
これ以後、毎年の周年特大号は通常号の3倍ほどの厚みのある極厚極重の号となることが恒例化した。
2006年の5月号を境に、それ以降の通常号もページ数が増加し、以前に比べ分厚くなっている。特大号の内容は実質的に「商品カタログ」としての性質が強い。

## 節目の号
- 創刊号 - 1994年5月号
- 100号 - 2002年8月号
- 200号 - 2010年12月号
- 300号 - 2019年4月号

## 発行部数
枻出版社移籍後で実売率が最大だった号は2008年12月号、実売数が最大だった号は2011年5月号である（2019年4月号時点で）。
- 2011年（2010年10月1日 - 2011年9月30日） - 98,384部（印刷証明付部数）[15]
- 2013年（2012年10月1日 - 2013年9月30日） - 99,659部（印刷証明付部数）[16]